# Retropluma plumosa
Retropluma plumosa is een krabbensoort uit de familie van de Retroplumidae. De wetenschappelijke naam van de soort is voor het eerst geldig gepubliceerd in 1918 door Tesch.